# کسکین، کوردوبا
کُسکین (اسپانیایی: Cosquín‎) نام یک شهر کوچک در استان کوردوبا در کشور آرژانتین است.
این شهر از سال ۱۹۶۱ میلادی، میزبان «جشنوارهٔ موسیقی فولکلور کُسکین» است که یکی از مهمترین جشنواره‌های موسیقی فولکلور در آمریکای لاتین است. این جشنواره، همه‌ساله در حدود ۱۰۰٫۰۰۰ بازدیدکننده دارد.

## خصوصیات
کسکین ۴۰٬۶۸۵ نفر جمعیت دارد و ۷۱۹ متر بالاتر از سطح دریا واقع شده‌است.